# SS Pennarossa
SS Pennarossa (Società Sportiva Pennarossa) je sanmarinský fotbalový klub z Chiesanuova založený v roce 1968. V logu klubu je červené brko (symbol Chiesanuova) a fotbalový míč. Klubové barvy jsou bílá a červená.

## Úspěchy
- Campionato Sammarinese di Calcio (sanmarinská fotbalová liga)
  - 1× vítěz (2003/04)[1]
- Coppa Titano (sanmarinský fotbalový pohár)
  - 2× vítěz (2004, 2005)[2]
- Trofeo Federale (sanmarinský Superpohár do roku 2011)
  - 1× vítěz (2003)[2]

## Výsledky v evropských pohárech
| Ročník  | Soutěž     | Kolo        | Soupeř                  | Doma | Venku | Celkem | Postup  |
| ------- | ---------- | ----------- | ----------------------- | ---- | ----- | ------ | ------- |
| 2004/05 | Pohár UEFA | 1. předkolo | FK Željezničar Sarajevo | 1:5  | 0:4   | 1:9    | vyřazen |